# Pholcus maronita
Pholcus maronita is een spinnensoort uit de familie trilspinnen (Pholcidae). De soort komt voor in Libanon.